# الانتخابات العامة لإمارة شرق الأردن 1931
قالب:الانتخابات العامة لإمارة شرق الأردن1931
عقدت الإنتخابات العامة لإمارة شرق الأردن بداية في العاشر من حزيران عام 1931م، و هذا بعد إحلال المجلس التشريعي، الّذي انتخب عام 1929م، بعد أن فشل في تخطي مرفق الميزانية.

## النظام الانتخابي
أخذ القانون الأساسي لسنة 1928 بنظام (المجلس الواحد) وتألف من 16 نائبًا منتخبًا، ومن رئيس الوزراء وأعضاء مجلس الوزراء، وعددهم (6)، وكان أعضاء مجلس الوزراء أعضاء لهم حق التصويت في المجلس التشريعي.

## النتائج
الأعضاء الستة عشر المنتخبون هم:
1. سعيد أبو جابر.
2. عادل العظمة.
3. شيخ مشايخ الاردن ماجد العدوان.
4. ناجي العزّام.
5. قاسم الهنداوي.
6. سلطي الإبراهيم.
7. حديثة الخريشا .
8. رفيفان المجالي.
9. سعيد المفتي.
10. صالح العوران.
11. محمد السّعد.
12. حسين الطراونة.
13. متري الزريقات.
14. حمد بن جازي.
15. هاشم خير.
16. حسين خواجا.

## نتائج أخرى
أنتخب المجلس التشريعي الثاني في ظل حكومة السيد عبد الله سراج والتي شكلت بتاريخ 22 فبراير 1931 واستمرت حتى 18 أكتوبر 1933 ودخل أعضاؤها في المجلس التشريعي كأعضاء غير منتخبين منهم توفيق أبو الهدى وعودة القسوس وعمر حكمت و شكري شعاشعة و أخيرًا أديب الكايد. وخلال فترة انعقاد المجلس التشريعي الثاني تشكلت حكومة جديدة برئاسة إبراهيم هاشم بتاريخ 18 أكتوبر 1933 حيث دخل أعضاؤها كأعضاء في المجلس التشريعي الثاني و منهم عودة القسوس و سعيد المفتي و شكري شعاشعة و هشام خيار و قاسم الهنداوي. كان هذا المجلس هو الأول ليكمل مدته الدستورية كاملة استمرت حتى العاشر من حزيران 1934.